# Desaladora Michilla
La desaladora Michilla es una planta desalinizadora de agua de mar ubicada en caleta Michilla.

## Ubicación
La zona no posee suficientes recursos hídricos suficientes para la población local.

## Instalaciones
La planta desalinizadora Michilla fue donada a la Municipalidad de Mejillones por la empresa Antofagasta Minerals para abastecer de agua potable al poblado de Caleta Michilla y sus 250 pobladores. : 97 
La desalinización se logra por medio de la osmosis inversa después de haber pasado dos filtros anteriores de 80 micrones y 3 micrones. Está diseñada para ser mantenida por solo un operador.

## Población, economía y ecología
La planta se encuentra en el área de las cuencas costeras entre río Loa y quebrada de Caracoles.